# Jürgen Zirbik
Jürgen Zirbik (* 21. Oktober 1957 in Ebern) ist ein deutscher Unternehmensberater und Autor.

## Leben
Nach dem Lehramtsstudium für Sport und Germanistik und Referendariat absolvierte Jürgen Zirbik 1986/1987 ein Hörfunkvolontariat, studierte zusätzlich Kommunikationswissenschaft und war in den folgenden 15 Jahren Moderator, Journalist, Reporter, Autor, Chefredakteur und Geschäftsführer bei verschiedenen privaten Radiostationen sowie Hörfunk- und TV-Journalist bei WDR, RTL und Sat.1. Er veröffentlichte Medien-Fachbücher und schrieb zusätzlich für Tageszeitungen und das Wirtschaftsmagazin Brand eins.
Nach seiner Journalisten- und Medienlaufbahn schwenkte er 1997 als PR-, Marketing- und Kommunikationsberater verstärkt in den Business-Kontext. In verschiedenen PR- und Werbeagenturen war er als Führungskraft, Berater und Moderator tätig.
Seit 2004 und einer Trainer- und Coach-Ausbildung wirkt er als Berater, Trainer und Coach in Unternehmen. Schwerpunkte seiner Arbeit sind die Themen Führung, Verkauf und Kommunikation. Zusätzlich produzierte er zu diesen Themen mit der Kabarettistin Andrea Lipka Business-Kabarett-Videos.
Seit 2012 veröffentlicht er Bücher in seinem Eigenverlag Friendship Verlag.

## Publikationen
- mit Robert Sturm: Die Radio-Station. Ein Leitfaden für den privaten Hörfunk, UVK Verlagsgesellschaft 1996, ISBN 978-3-89669-003-6.
- mit Robert Sturm: Die Fernseh-Station. Ein Leitfaden für das Lokal- und Regionalfernsehen, UVK Medien 1998, ISBN 978-3-89669-210-8.
- mit Robert Sturm: Lexikon elektronische Medien. Radio – Fernsehen – Internet, UVK Medien 2001, ISBN 978-3-89669-252-8.

Eigenverlag (Auszug):
- So ticken wir – psychologische Phänomene und Verhaltensgesetze für Führung, Verkauf und den ganzen Rest. Friendship Verlag 2012, ISBN 978-3-944240-06-0.
- Verkaufen mit GMV – wie Sie mit gesundem Menschenverstand erfolgreicher und gelassener verkaufen. Friendship Verlag 2013, ISBN 978-3-944240-09-1.
- Sie können das: Kommunikation mit GMV – mit gesundem Menschenverstand überzeugen (Das GMV-Prinzip). Friendship Verlag 2013, ISBN 978-3-944240-11-4.